# Tears of the Trees
«Tears of the Trees» —en español: «Lágrimas de los árboles»— es una canción de la banda alemana de heavy metal Axxis y fue compuesta por el cantante Bernhard Weiss y el guitarra Walter Pietsch. Se numeró como el noveno tema del álbum Kingdom of the Night, lanzado en el año de 1989 por la discográfica EMI Music.

## Lanzamiento y descripción
A esta canción se le eligió para ser el cuarto y último sencillo de Kingdom of the Night, siendo publicado en 1989 por EMI Music. La producción de este material discográfico corrió por parte de Bernhard Weiss, Walter Pietsch y Rolf Hanekamp. El tema secundario de este sencillo fue «Never Say Never» —traducido del inglés: «Nunca digas nunca»— y al igual que el principal fue escrito por Weiss y Pietsch.
La versión de doce pulgadas de este sencillo incluye las melodías antes mencionadas pero en una edición más larga.

## Lista de canciones
Todos los temas fueron compuestos por Bernhard Weiss y Walter Pietsch.

Vinilo de siete pulgadas

| Cara A |                      |          |  |
| N.º    | Título               | Duración |  |
| 1.     | «Tears of the Trees» | 4:07     |  |

| Cara B |                   |          |  |
| N.º    | Título            | Duración |  |
| 2.     | «Never Say Never» | 3:41     |  |
| 7:48   |                   |          |  |

Vinilo de doce pulgadas

| Cara A |                                          |          |  |
| N.º    | Título                                   | Duración |  |
| 1.     | «Tears of the Trees» (versión extendida) | 5:28     |  |

| Cara B |                                       |          |  |
| N.º    | Título                                | Duración |  |
| 2.     | «Never Say Never» (versión extendida) | 5:17     |  |
| 10:45  |                                       |          |  |

## Créditos

### Axxis
- Bernhard Weiss — voz principal y guitarra rítmica
- Walter Pietsch — guitarra líder
- Werner Kleinhans — bajo
- Richard Michalski — batería

### Músicos adicionales
- Werner Peters — teclados (en la canción «Tears of the Trees»)
- Tobias Becker — teclados (en la canción «Never Say Never»)
- Ava Cimiotti — coros
- Frank Pieper — coros